# Þorsteinn Leó Gunnarsson
Þorsteinn Leó Gunnarsson (Mosfellsbaer, 13 de noviembre de 2002) es un jugador de balonmano islandés que juega de lateral izquierdo en el FC Oporto. Es internacional con la selección de balonmano de Islandia.
Su primer gran campeonato con la selección fue el Campeonato Mundial de Balonmano Masculino de 2025.

## Palmarés

### Afturelding
- Copa de Islandia de balonmano (1): 2023

## Clubes
| Club            | País     | Año         |
| --------------- | -------- | ----------- |
| UMF Afturelding | Islandia | 2020 - 2024 |
| FC Oporto       | Portugal | 2024 - Act. |